# Noemia sibuyanensis
Noemia sibuyanensis är en skalbaggsart som beskrevs av Aurivillius 1927. Noemia sibuyanensis ingår i släktet Noemia och familjen långhorningar.
Artens utbredningsområde är Filippinerna. Inga underarter finns listade i Catalogue of Life.